# Verrucidae
Verrucidae é uma família de cracas pertencentes à ordem Verrucomorpha.
Géneros:
- Altiverruca Pilsbry, 1916
- Brochiverruca Zevina, 1993
- Cameraverruca Pilsbry, 1916
- Costatoverruca Young, 1998
- Cristallinaverruca Young, 2002
- Gibbosaverruca Young, 2002
- Globuloverruca Young, 2004
- Metaverruca Pilsbry, 1916
- Newmaniverruca Young, 1998
- Rostratoverruca Broch, 1922
- Spongoverruca Zevina, 1987
- Verruca Schumacher, 1817
- †Priscoverruca Gale, 2014
- †Youngiverruca Gale, 2014